# Xenocys jessiae
Xenocys jessiae är en fiskart som beskrevs av Jordan och Bollman, 1890. Xenocys jessiae ingår i släktet Xenocys och familjen Haemulidae. IUCN kategoriserar arten globalt som sårbar. Inga underarter finns listade i Catalogue of Life.

## Bildgalleri

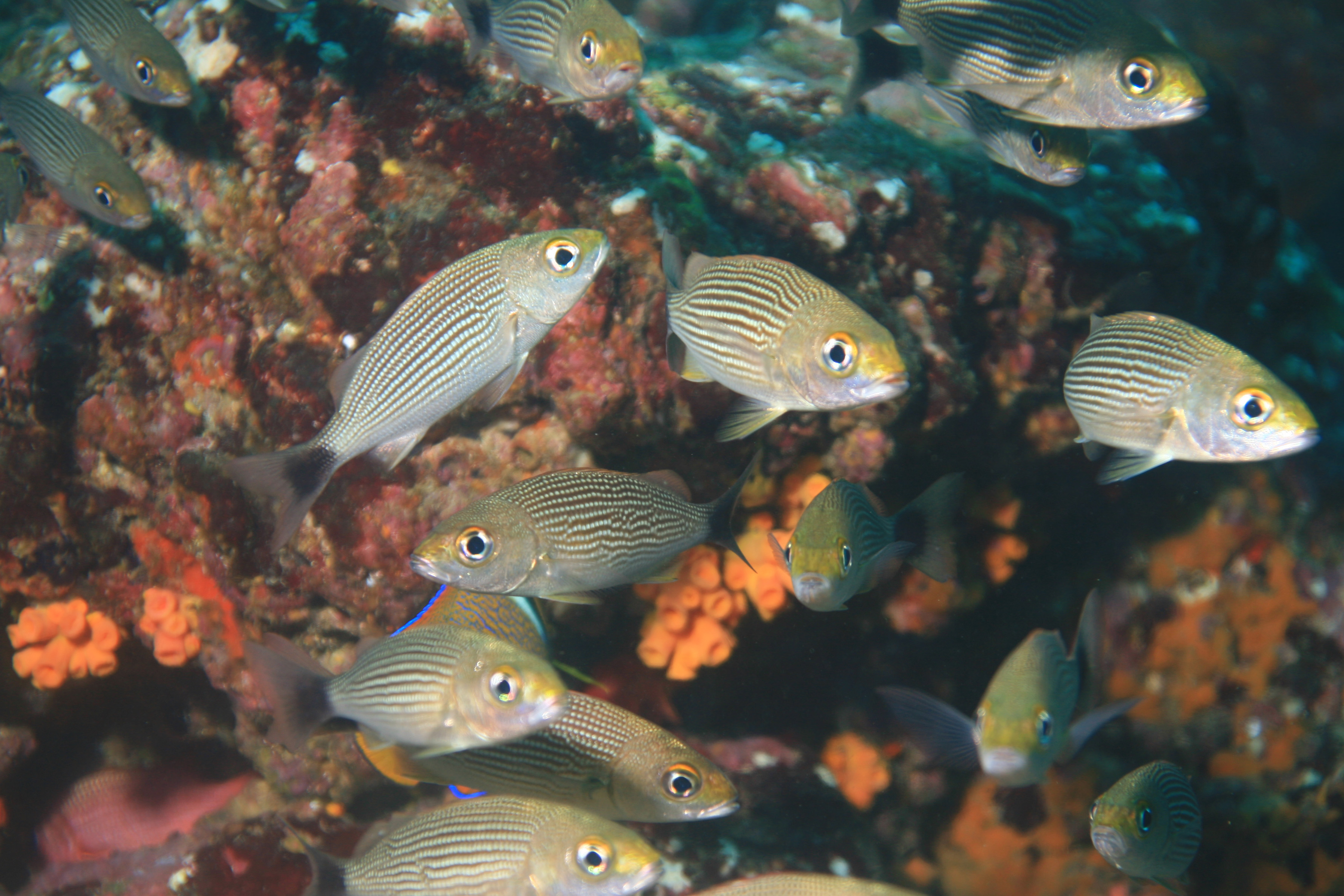